# Капитанио, Бартоломея
Святая Бартоломе́я Капитани́о (итал. Bartolomea Capitanio; 13 февраля 1807, Ловере, Бергамо — 26 июля 1833, Ловере, Ломбардо-Венецианское королевство) — итальянская монахиня, соосновательница конгрегации «Сёстры милосердия Ловере» (вместе с Винченцой Джероза). Большую часть своей короткой жизни Капитанио обучала детей и бедняков, и именно с этой целью был основан орден.

## Биография
Старшая из семи детей купца Модесто Капитанио и его второй жены Катерины Касносси. У неё было два брата и четыре сестры, но все умерли в младенчестве, за исключением одной сестры, Камиллы. Отец торговал зерном и владел небольшим овощным магазином.
С 1818 года Капитанио получала образование в монастыре клариссинок в Ловере. Девушка хотела была принять монашество, но родители отказали ей. Австрийское правительство, которое в то время контролировало северный регион Италии, выдало ей диплом учителя после того, как она сдала необходимый экзамен в 1822 году. Начала обучать первоклассниц, но летом 1824 года вернулась домой, чтобы преподавать в местной школе. Вдохновившись примером Алоизия Гонзаги, в 1825 году открыла частную школу для девочек, где поощряла соблюдение «Шести воскресений святого Алоизия», одобренных папой Климентом XII ещё в 1739 году.
В 1824 году Капитанио познакомилась с Винченцой Джерозой, которая также была родом из Ловере. Женщины стали близкими подругами, и вместе открыли больницу для бедняков. Они основали религиозный орден «Сёстры милосердия Ловере», целью которого было обучение детей и уход за больными. Епископ Брешии разрешил отцу Бозио, духовному наставнику Капитанио, и отцу Рустициано Барбольо купить дом для нового ордена. 21 февраля 1832 года Капитанио и Джероза дали монашеские обеты. Официально орден начал свою деятельность 21 ноября 1832 года.
Умерла от туберкулёза в 1833 году в Ловере.

## Прославление
Процесс канонизации начался при папе Пии IX 8 марта 1866 года, когда он объявил Капитанио слугой Божьей. После подтверждения героической добродетели папа Лев XIII назвал её достопочтимой 6 января 1902 года. Папа Пий XI беатифицировал Капитанио и её сподвижницу Джерозу в соборе Святого Петра 30 мая 1926 года. Папа Пий XII канонизировал их 18 мая 1950 года.